# Otto Andersson
Otto Andersson (5. července 1891 farnost Bergshammar – 2. března 1976 Linköping) byl švédský rychlobruslař.
Na švédských šampionátech startoval od roku 1909. Téhož roku se rovněž premiérově představil na Mistrovství světa, kde vybojoval bronzovou medaili. V roce 1911 Mistrovství Švédska vyhrál a na Mistrovství Evropy získal bronz. Podruhé se švédským mistrem stal roku 1912. Poslední závody absolvoval v roce 1915.